# Enulius oligostichus
Enulius oligostichus är en ormart som beskrevs av Smith, Arndt och Sherbrooke 1967. Enulius oligostichus ingår i släktet Enulius och familjen snokar. IUCN kategoriserar arten globalt som otillräckligt studerad. Inga underarter finns listade i Catalogue of Life.
Arten förekommer i västra Mexiko vid Stilla havet. Den lever vanligen i låglandet och några populationer når 1190 meter över havet. Habitatet utgörs av varma lövfällande skogar och buskskogar. Individerna gömmer sig ofta i lövskiktet eller i det översta jordlagret.